# Charles Anderson Dana
Charles Anderson Dana (8. august 1819 – 17. oktober 1897) var en nordamerikansk publicist.
Han deltog 1843-1846 i et af de mere kendte af de kommunistiske eksperimenter, Brook farm community, men trak sig ud af det utopiske eventyr og blev pressemand. Som sådan vandt han hurtig anseelse. Imellem 1848 og 1862 var han redaktør af New York Tribune, hovedorganet for slaveriets afskaffelse. Som adjungeret Krigsministeren Stanton 1863-1865 udøvede han stor indflydelse såvel hos denne som hos USA's præsident Abraham Lincoln. Det skyldtes Danas initiativ, at Grant fik overbefalingen over nordstaternes hær. 
Dana planlagde det store konversationsleksikon New american Cyclopædia (1855-63; omarbejdet som The american Cyclopædia i 16 bind, 1873-1876). 1868 begyndte han udgivelsen af det uafhængige demokratiske dagblad The Sun, for hvis hurtige vækst hans impulsive, initiativrige personlighed havde stor betydning og han bekæmpede energisk korruptionen under Grant’s andet præsidentskab. Dana har bl.a. udgivet memoireværkerne Lincoln and his Cabinet (1896) og Recollections (1897). Han efterfulgtes (1897) som chefredaktør for Sun af sin søn Paul Dana (født. 1852), i New York, men som i 1903 trak sig tilbage efter at have yderligere oparbejdet sit blad til en første rangs nyhedsavis i største målestok. 